# Collegiata di San Giovanni Evangelista
La Collegiata di San Giovanni Evangelista nota anche come Saint-Jean-en-l'isle (isola creata da un braccio della Mosa) è una delle sette collegiate di Liegi.

## Storia

### Origine

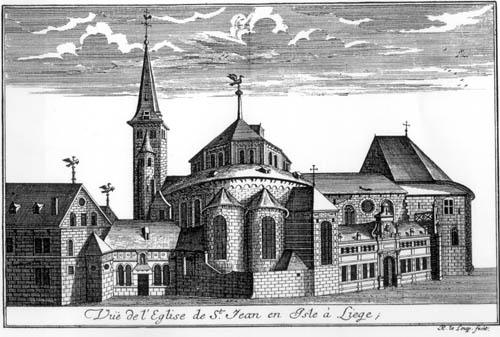
Incisione del 1735 della Collegiata di San Giovanni

Venne costruita sotto l'episcopato di Notger alla fine del X secolo, tra il 980 e il 987 con delle pietre provenienti dalle chiese demolite a seguito della presa del castello di Chèvremont da parte di questo vescovo. Venne consacrata nel 987

e dotata di 30 canonici. Questa chiesa era una replica della Cattedrale di Aquisgrana di Carlo Magno. Notger l'avrebbe costruita per ringraziare Dio di avergli dato la vittoria sul terribile signore di Chèvremont.

### Chiostro
Gli archi della volta del chiostro di San Giovanni poggiano su colonne rialzate, la cui canna è sormontata da sculture e blasoni. Il percorso della croce fu costruito da Arsène Fabri (1777-1851) e da sua moglie Joséphine de Longrée (1781-1855).

### Nuovo edificio
Questo edificio rimase fino al 1754, quando fu raso al suolo per essere sostituito dall'attuale edificio neoclassico (progettato dall'architetto italiano Gaetano Matteo Pisoni, e realizzato sotto la direzione dell'architetto di Liegi Jacques-Barthélemy Renoz). Solo la torre, romanica venne conservata.